# 小行星8610
小行星8610（8610 Goldhaber）是一颗绕太阳运转的小行星，为主小行星带小行星。该小行星于1977年10月22日发现。

## 轨道参数
小行星8610的轨道半长轴为2.4247914 UA，离心率为0.168。